# Puli
Puli je jedním z devíti maďarských psích plemen a je nejznámějším plemenem pasteveckých psů na světě. Organizovaně se chovají zhruba sto let. Jeho předkové byli nepostradatelnými pomocníky pastýřů. Dokonce dali dobytek za slavné pastevecké štěně. Nestarali se o jeho vzhled. Přežití puli je způsobeno jeho pílí, vynalézavostí a inteligencí. Drsné podmínky a tvrdá práce způsobily, že plemeno je otužilé, odolné a nenáročné a tyto vlastnosti jsou dodnes charakteristické pro puli.

## Historie
Historie puli sahá daleko do minulosti. Již ve 4. tisíciletí před naším letopočtem máme sumerskou sochu zobrazující psa velmi podobného puli. Jisté je, že k našim předkům přišel někdy během jejich stěhování do Asie a společně přišli do Karpatské kotliny, kde si po staletí získal pověst věrného pomocníka pastýřů.
Podle jiného zdroje "... kosti puliho předků nebyly nalezeny v archeologických vykopávkách mezi artefakty dobyvačného období, ani mezi artefakty období Árpád. Místo toho archeologové našli pozůstatky velkých psů podobných chrtům." Jeho první popis byl Heppe v roce 1751 a poté mnozí ve svých spisech zmiňují huňaté vlasy, neuvěřitelnou inteligenci a pracovní etiku puli. Na počátku roku 1900 se změnila struktura zemědělství, zmenšila se plocha pastvin, a tak se také snížily pracovní příležitosti puli. Emil Raisits a jeho kolegové ho zachránili před vyhynutím. Stále méně psů zůstalo ve svých původních zaměstnáních, puli se stalo hvězdným plemenem. Jeho exempláře byly zahrnuty do statků, vesnic, měst, jako jsou hlídací psi, bodyguardi nebo domácí zvířata nebo policejní psi. V roce 1935, pod vedením Csaba Anghi, byl sestaven jeho popis plemene. Druhá světová válka nezpůsobila velké, silné populaci velké škody, ale na několik let snížila chov. 
V roce 1960 začal plánovaný chov puli pod vedením Imre Ócsaga, během kterého byly vyčištěny bílé, pak šedé a maskované bledé barvy, kvalita srsti se zlepšila. Dnes se zdá, že puli nachází cestu zpět ke svému původnímu zaměstnání, protože od roku 1990 existují testy instinktu stáda, na kterých se puli také podílí. Ukázalo se, že puli, který dlouho žil ve změněných podmínkách, má ze všech tří plemen pasteveckých psů nejmenší tendenci k pastevectví, ale od té doby se situace výrazně zlepšila. Kromě vzestupu zahraničních plemen obliba puli v posledních letech hodně upadá, ale také brání tomu, aby se z plemene stal přešlechtěný módní pes.

## Vzhled
Puli je středně velký pes, jehož nejnápadnějším znakem je zplstnatělá, hustá srst, která u dospělého jedince na trupu dosahuje délky až 20 cm. Štěňata se rodí s krátkou, kudrnatou srstí, která od prvního roku života postupně roste a plstnatí. Její růst ustává přibližně ve třech letech života, ale může růst i déle. Srst puliho má velmi rozmanitá zbarvení. Od černé po jasně bílou. Je však nežádoucí, aby byla strakatá, či čokoládově hnědá.

## Chování
Puli nepatří k plemenům, která by se hned přátelila s neznámými lidmi. Je však věrný a poslušný a vyhovuje mu pohyb v přírodě. Je to plemeno, které se výborně hodí na hlídání. Puli je inteligentní pes a vychází dobře s jinými zvířaty a psy. Jeho vztah k dětem bývá většinou kladný. Mívá sklon upínat se k jedné osobě.

## Péče
Vzhledem k jeho husté, plstnaté srsti je péče o puliho poměrně náročná. Je zapotřebí mu pravidelně čistit srst kolem řitního otvoru a tlamy.[zdroj⁠?!] Po dosažení prvního roku života se však srst nesmí již kartáčovat. Tato rasa pouští málo chlupů.
Puli je inteligentní pes a lze jej naučit hodně povelů, nemá však rád tvrdý, nezáživný trénink. Je nutné ho v mládí seznámit s hodně lidmi, aby si na ně přivykl. Puli miluje časté procházky v přírodě a rád aportuje.

## Současný účel chovu
Puli je dnes chován jako pes do domácnosti. Hodí se také na hlídání.

## Galerie

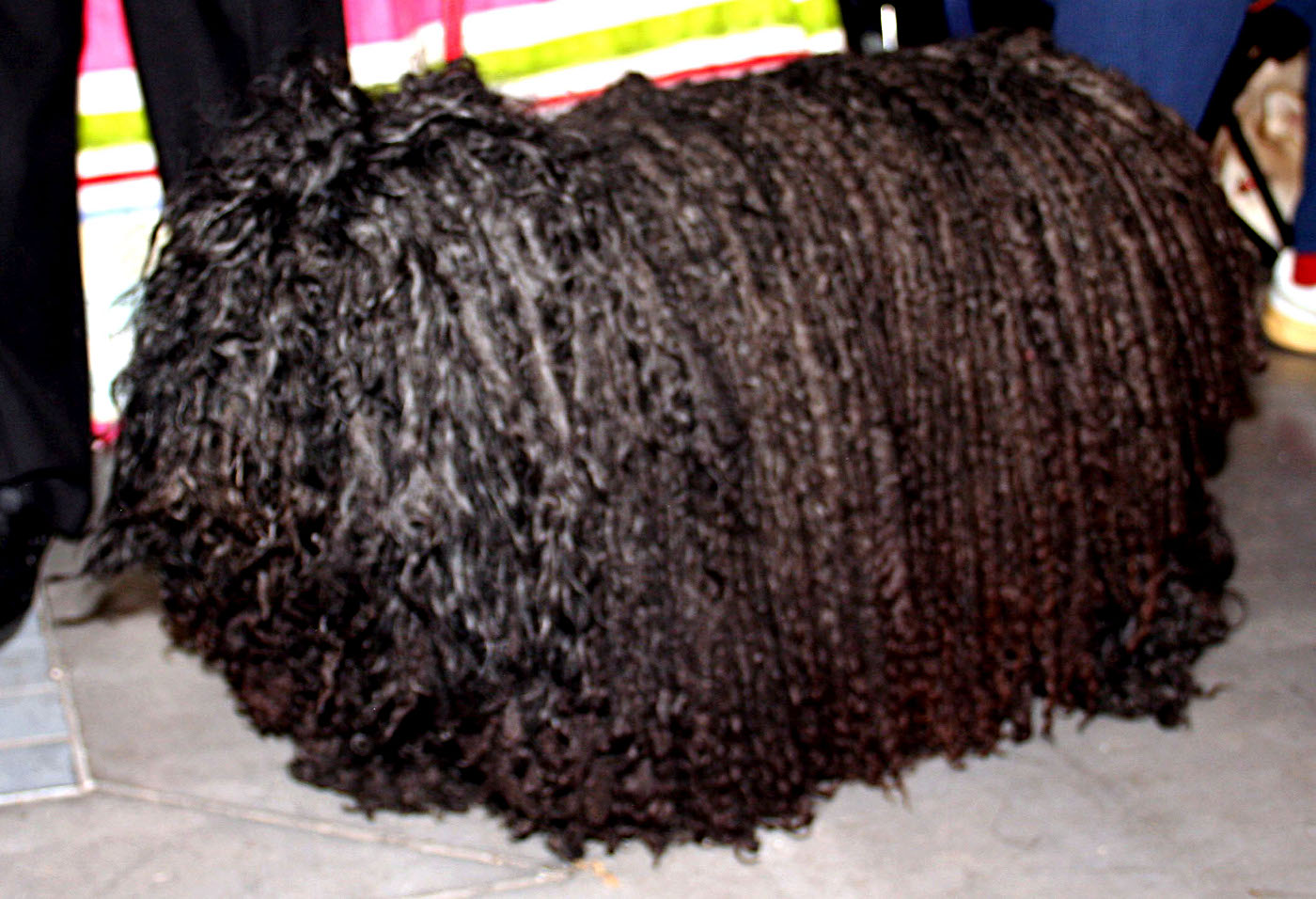
Černohnědý puli
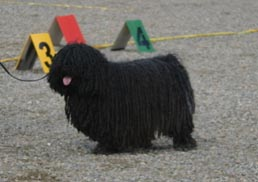
Černý puli
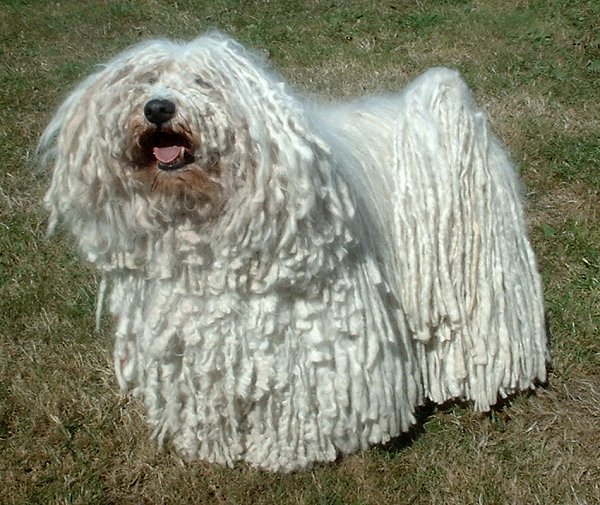
Bílý puli